# Dessonornis
Genre
Dessonornis est un genre d'oiseaux de la famille des Muscicapidae.

## Liste des espèces
Selon la classification de référence du Congrès ornithologique international (14.2, 2024) il comporte quatre espèces :
- Dessonornis humeralis Smith, 1836 – Cossyphe à gorge blanche
- Dessonornis caffer (Linné, 1771 – Cossyphe du Cap
- Dessonornis archeri (Sharpe, 1902) – Cossyphe d'Archer
- Dessonornis anomalus (Shelley, 1893) – Cossyphe à flancs olive